# Park Narodowy Los Katíos
Park Narodowy Los Katíos (hiszp. Parque nacional natural Los Katíos) – park narodowy położony w północno-zachodniej Kolumbii, obejmujący tereny niskich wzgórz i wilgotnych równin w regionie Darién. Park wyróżnia się ogromną różnorodnością biologiczną, stanowi siedlisko licznych roślin endemicznych oraz gatunków zagrożonych wyginięciem.
W 1994 roku park został wpisany na listę światowego dziedzictwa UNESCO.

## Historia
Park Narodowy Los Katíos został utworzony w 1973 roku i poszerzony do 779,68 km² w 1979 roku. Park leży w obrębie departamentów Chocó i Antioquia. Obejmuje ochroną tereny niskich wzgórz (ok. 600 m n.p.m.) i wilgotnych równin w regionie Darién w północno-zachodniej Kolumbii, pomiędzy granicą z Panamą a zachodnim brzegiem Atrato. Sąsiaduje z panamskim Parkiem Narodowym Darién (wpisanym na listę światowego dziedzictwa UNESCO w 1981 roku). Sam został wpisany na listę światowego dziedzictwa UNESCO w 1994 roku.

## Opis
Warunki klimatyczne w parku charakteryzują się wysoką wilgotnością i jednymi z największych na świecie opadów rocznych nad rzeką Atrato – powyżej 10 tys. mm. Średnia temperatura roczna wynosi 27 °C na równinach i 24–25 °C w partiach wyższych.   
Park wyróżnia się ogromną różnorodnością biologiczną. Zanotowano tu występowanie 933 gatunków roślin. Ok. 20% wszystkich roślin to gatunki endemiczne. Większość powierzchni parku pokrywa wilgotny las równikowy i namorzyny a w regionach wyższych karłowaty las mglisty.  
Wiele występujących tu gatunków flory i fauny jest zagrożonych wyginięciem, m.in. Aristolochia gigantea, Cavanillesia platanifolia, lasówka niebieska czy krokodyl amerykański, mrówkojad wielki, tapir panamski, manat karaibski, kusacz ciemny, pekari białobrody, czepiak czarny albo karłomysz kolczasta.
Na terenie parku znajdują się wodospady Tindal (20 m) i Tilupo (100 m). 

### Awifauna
Występuje tu ok. 450 gatunków ptaków, m.in. skrzydłoszpon czarnoszyi, harpia wielka, piżmówka, koliber rudosterny i modrogłowy, co stanowi ok. 25% awifauny w Kolumbii i 50% awifauny w Panamie. Od 2008 roku BirdLife International uznaje park narodowy za ostoję ptaków IBA. Wymienia 10 gatunków, które zaważyły na tej decyzji. Są to: zagrożona ara oliwkowa (Ara ambiguus), 3 narażone gatunki: kusacz ciemny (Crypturellus kerriae), czubacz zmienny (Crax rubra), brązowiaczek (Xenornis setifrons), bliskie zagrożenia: skrzydłoszpon czarnoszyi, harpia wielka, cuglogołębik rdzawogłowy (Zentrygon goldmani), drzym kolumbijski (Bucco noanamae) oraz dwa gatunki najmniejszej troski: kusogon czarnogłowy (Pittasoma michleri) i kacykowiec czarny (Psarocolius guatimozinus).

## Galeria

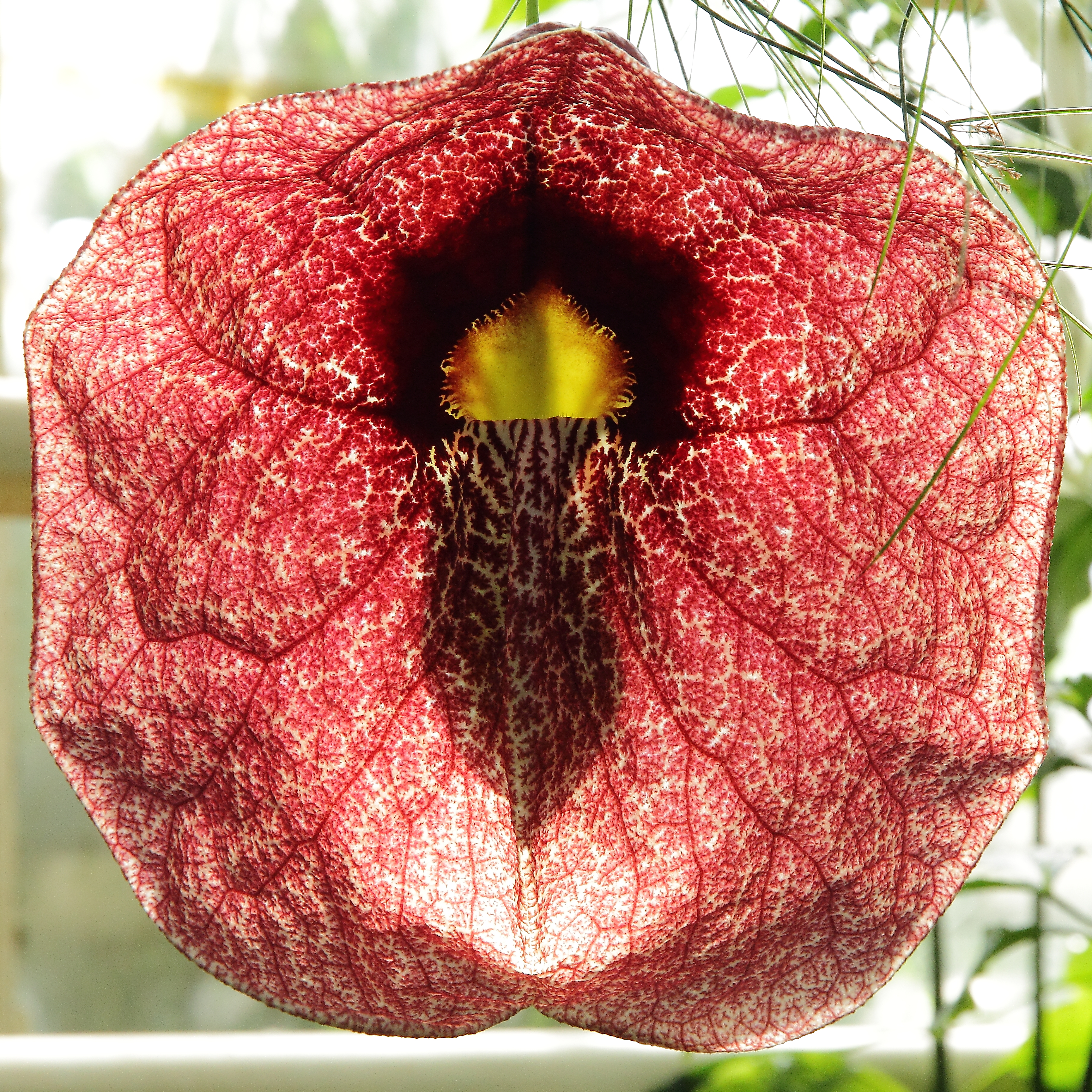
Aristolochia gigantea
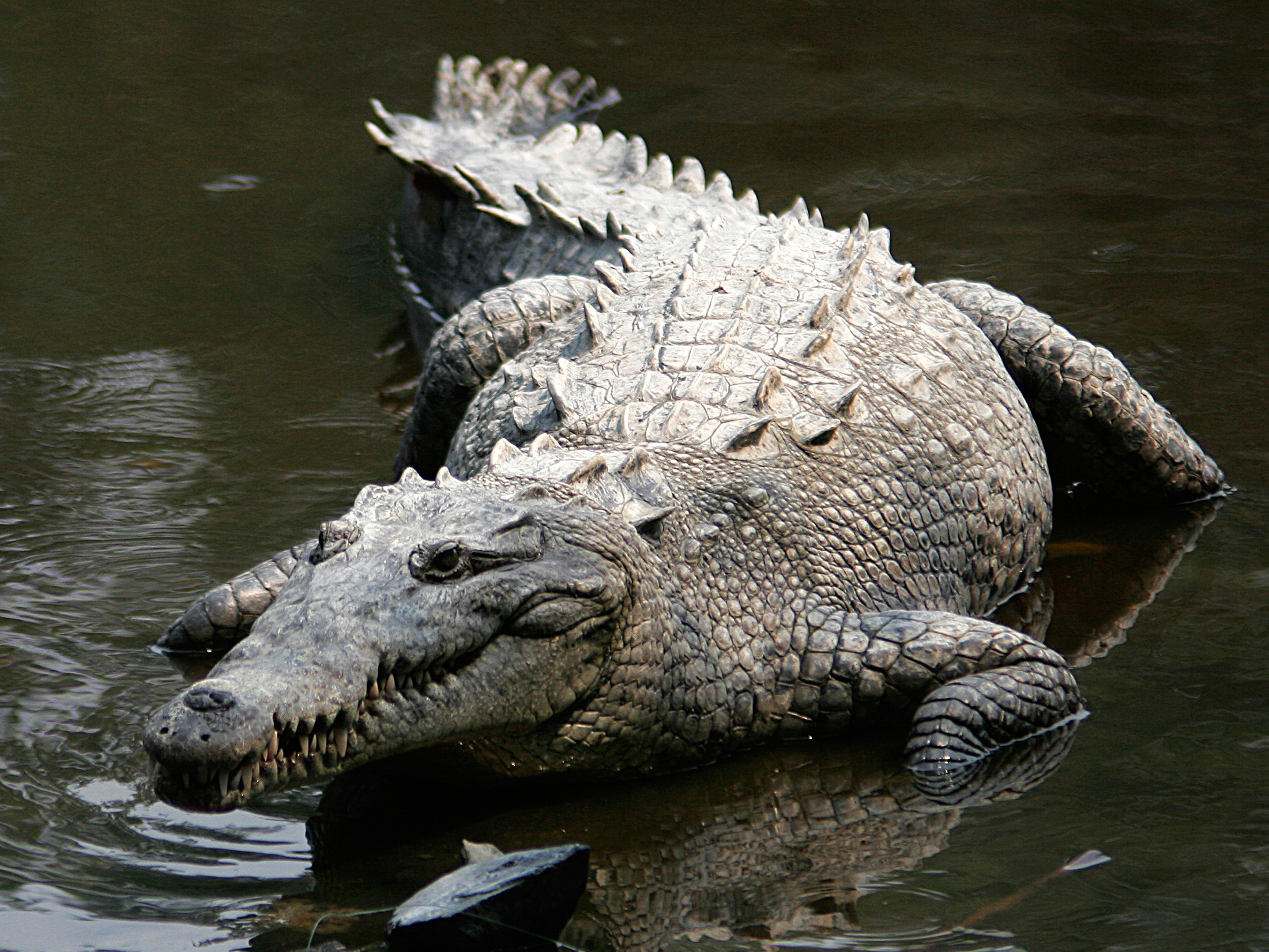
Krokodyl amerykański
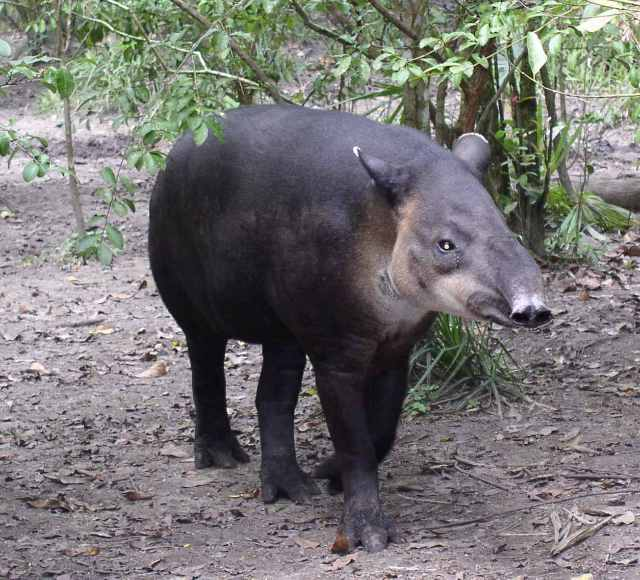
Tapir panamski
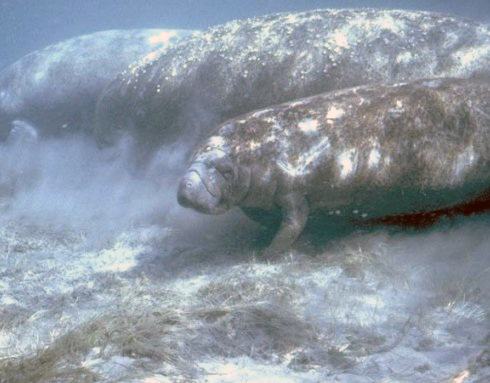
Manat karaibski